# Gran Premio de los Países Bajos de Motociclismo de 1996
El Gran Premio de los Países Bajos de Motociclismo de 1996 fue la séptima prueba del Campeonato del Mundo de Motociclismo de 1996. Tuvo lugar en el fin de semana del 27 al 29 de junio de 1996 en el Circuito de Assen, situado en la ciudad de Assen, Países Bajos. La carrera de 500cc fue ganada por Mick Doohan, seguido de Àlex Crivillé y Alex Barros. Ralf Waldmann ganó la prueba de 250cc, por delante de Jürgen Fuchs y Max Biaggi. La carrera de 125cc fue ganada por Emilio Alzamora, Ivan Goi fue segundo y Haruchika Aoki tercero.

## Resultados 500cc
| Pos. | Piloto              | Constructor   | Tiempo    | Pts. |
| ---- | ------------------- | ------------- | --------- | ---- |
| 1    | Mick Doohan         | Honda         | 41:29.912 | 25   |
| 2    | Àlex Crivillé       | Honda         | +1.496    | 20   |
| 3    | Alex Barros         | Honda         | +17.441   | 16   |
| 4    | Scott Russell       | Suzuki        | +20.798   | 13   |
| 5    | Kenny Roberts Jr    | Yamaha        | +24.376   | 11   |
| 6    | Norifumi Abe        | Yamaha        | +29.090   | 10   |
| 7    | Terry Rymer         | Suzuki        | +29.919   | 9    |
| 8    | Jean-Michel Bayle   | Yamaha        | +32.604   | 8    |
| 9    | Juan Borja          | Elf 500       | +38.092   | 7    |
| 10   | Shinichi Itoh       | Honda         | +40.536   | 6    |
| 11   | Carlos Checa        | Honda         | +40.772   | 5    |
| 12   | Alberto Puig        | Honda         | +46.100   | 4    |
| 13   | Tadayuki Okada      | Honda         | +48.709   | 3    |
| 14   | Jeremy McWilliams   | ROC Yamaha    | +1:20.898 | 2    |
| 15   | Frédéric Protat     | ROC Yamaha    | +2:21.536 | 1    |
| Ret  | Lucio Pedercini     | ROC Yamaha    |           |      |
| Ret  | Loris Capirossi     | Yamaha        |           |      |
| Ret  | Toshiyuki Arakaki   | Yamaha        |           |      |
| Ret  | James Haydon        | ROC Yamaha    |           |      |
| Ret  | Doriano Romboni     | Aprilia       |           |      |
| Ret  | Adrian Bosshard     | Elf 500       |           |      |
| Ret  | Eugene McManus      | Yamaha        |           |      |
| Ret  | Sean Emmett         | Harris Yamaha |           |      |
| Ret  | Luca Cadalora       | Honda         |           |      |
| DNS  | Jean Pierre Jeandat | Paton         |           |      |

- Pole Position: Àlex Crivillé, 2:02.262
- Vuelta Rápida: Mick Doohan, 2:02.779

## Resultados 250cc
| Pos. | Piloto                   | Constructor | Tiempo    | Pts. |
| ---- | ------------------------ | ----------- | --------- | ---- |
| 1    | Ralf Waldmann            | Honda       | 38:30.306 | 25   |
| 2    | Jürgen Fuchs             | Honda       | +16.598   | 20   |
| 3    | Max Biaggi               | Aprilia     | +20.113   | 16   |
| 4    | Jurgen van den Goorbergh | Honda       | +28.386   | 13   |
| 5    | Eskil Suter              | Aprilia     | +32.166   | 11   |
| 6    | Luis d'Antin             | Honda       | +32.417   | 10   |
| 7    | Nobuatsu Aoki            | Honda       | +34.246   | 9    |
| 8    | Osamu Miyazaki           | Aprilia     | +51.169   | 8    |
| 9    | Jamie Robinson           | Aprilia     | +51.258   | 7    |
| 10   | Tetsuya Harada           | Yamaha      | +52.824   | 6    |
| 11   | Cristiano Migliorati     | Honda       | +52.884   | 5    |
| 12   | Luca Boscoscuro          | Aprilia     | +1:00.492 | 4    |
| 13   | Davide Bulega            | Aprilia     | +1:08.339 | 3    |
| 14   | Yasumasa Hatakeyama      | Honda       | +1:11.356 | 2    |
| 15   | Massimo Ottobre          | Aprilia     | +1:17.594 | 1    |
| 16   | Cristophe Cogan          | Honda       | +1:51.595 |      |
| 17   | Andre Romein             | Honda       | +1 Vuelta |      |
| 18   | Jaap Hoogeveen           | Yamaha      | +1 Vuelta |      |
| Ret  | Tohru Ukawa              | Honda       |           |      |
| Ret  | Roberto Locatelli        | Aprilia     |           |      |
| Ret  | José Barresi             | Yamaha      |           |      |
| Ret  | Christian Boudinot       | Aprilia     |           |      |
| Ret  | Takeshi Tsujimura        | Honda       |           |      |
| Ret  | Maurice Bolwerk          | Honda       |           |      |
| Ret  | Sebastián Porto          | Aprilia     |           |      |
| Ret  | José Luis Cardoso        | Aprilia     |           |      |
| Ret  | Sete Gibernau            | Honda       |           |      |
| Ret  | Régis Laconi             | Honda       |           |      |
| Ret  | Gianluigi Scalvini       | Honda       |           |      |
| Ret  | Gert Pieper              | Yamaha      |           |      |
| Ret  | Olivier Jacque           | Honda       |           |      |
| Ret  | Jean-Philippe Ruggia     | Honda       |           |      |
| Ret  | Oliver Petrucciani       | Aprilia     |           |      |

- Pole Position: Olivier Jacque, 2:06.498
- Vuelta Rápida: Olivier Jacque, 2:06.047

## Resultados 125cc
| Pos. | Piloto            | Constructor | Tiempo    | Pts. |
| ---- | ----------------- | ----------- | --------- | ---- |
| 1    | Emilio Alzamora   | Honda       | 39:08.050 | 25   |
| 2    | Ivan Goi          | Honda       | +0.728    | 20   |
| 3    | Haruchika Aoki    | Honda       | +0.733    | 16   |
| 4    | Noboru Ueda       | Honda       | +0.790    | 13   |
| 5    | Tomomi Manako     | Honda       | +0.846    | 11   |
| 6    | Dirk Raudies      | Honda       | +17.614   | 10   |
| 7    | Kazuto Sakata     | Aprilia     | +28.082   | 9    |
| 8    | Manfred Geissler  | Aprilia     | +31.580   | 8    |
| 9    | Jorge Martínez    | Aprilia     | +32.566   | 7    |
| 10   | Herri Torrontegui | Honda       | +32.744   | 6    |
| 11   | Frédéric Petit    | Honda       | +33.194   | 5    |
| 12   | Loek Bodelier     | Honda       | +34.812   | 4    |
| 13   | Stefano Perugini  | Aprilia     | +38.216   | 3    |
| 14   | Youichi Ui        | Yamaha      | +46.038   | 2    |
| 15   | Gabriele Debbia   | Yamaha      | +46.158   | 1    |
| 16   | Akira Saito       | Honda       | +54.148   |      |
| 17   | Paolo Tessari     | Honda       | +1:04.150 |      |
| 18   | Garry McCoy       | Aprilia     | +1:15.860 |      |
| 19   | Jarno Janssen     | Honda       | +1:53.446 |      |
| 20   | Gerard Rike       | Honda       | +2:03.347 |      |
| 21   | Gilbert de Rover  | Honda       | +1 Vuelta |      |
| Ret  | Robert Filart     | Honda       |           |      |
| Ret  | Lucio Cecchinello | Honda       |           |      |
| Ret  | Darren Barton     | Aprilia     |           |      |
| Ret  | Yoshiaki Katoh    | Yamaha      |           |      |
| Ret  | Ángel Nieto Jr    | Aprilia     |           |      |
| Ret  | Jaroslav Huleš    | Honda       |           |      |
| Ret  | Valentino Rossi   | Aprilia     |           |      |
| Ret  | Masaki Tokudome   | Aprilia     |           |      |
| Ret  | Josep Sarda       | Honda       |           |      |
| Ret  | Andrea Ballerini  | Aprilia     |           |      |

- Pole Position: Masaki Tokudome, 2:14.557
- Vuelta Rápida: Emilio Alzamora, 2:15.857